# Cavendish (Vermont)
Cavendish è una città degli Stati Uniti d'America, nella contea di Windsor, nello Stato del Vermont. La popolazione era di 1 367 abitanti nel censimento del 2010.